# 劉廣衡
劉廣衡（1395年—1458年1月19日），字克平，號雲菴，江西萬安人。明朝官员，進士出身。

## 生平
永樂二十二年（1424年）登甲辰科進士。正統年間，累遷刑部郎中，監督浙江事務。景泰初年，歷任左副都御史，鎮守陝西，后回朝負責都察院事。當時福建、浙江等地發生盜亂，詔令督軍，平定處州叛亂。之後擔任遼東巡撫，以廉潔著稱。天顺改元，召还，调刑部左侍郎，元年（1456年）八月官至刑部尚書，二年十月以病乞休，十二月卒于京师。

## 家族
有子劉喬、孫劉玉。